# Ray Noble
Raymond Stanley Noble (Brighton, 17 december 1903 - Londen, 2 april 1978) was een Amerikaanse orkestleider, componist, arrangeur en acteur.

## Biografie
Noble groeide op in Londen en bezocht het Dulwich College. Hij studeerde piano en arrangement en won een concours voor arrangeurs, waarna hij te werk werd gesteld door de muziekuitgever Lawrence Wright. In 1928 werd hij vast aangestelde arrangeur voor het BBC dansorkest onder Jack Payne. In 1929 werd hij leider van de studioband bij His Master's Voice (HMV Records), die als The New Mayfair Dance Orchester met (vanaf 1930) de zanger Al Bowlly zeer populair werden en vele opnames maakten; later ook onder de naam "Ray Noble and his Ochestra". Dit studio orkest, samengesteld uit Britse muziek corifeeën (o.a. trompettist Nat Gonella) uit de bands van Roy Fox en Lew Stone, maakte één tournee - naar Nederland waar het gedurende de zomer van 1933 optrad in het Kurhaus in Scheveningen. Er is een filmjournaal opname van het orkest in het Kurhaus bewaard gebleven. Ray Noble besloot in 1934 met zanger Al Bowlly en drummer/manager Bill Harty naar de USA te gaan, voornamelijk omdat Noble grote daar grote kansen zag liggen voor Bowlly. De laatste had er echter weinig succes en keerde enige jaren later terug naar Engeland. Ray Noble bleef evenwel in de USA en verwierf er een grote carrière; eerst als bandleider, later ook als arrangeur, componist en zelfs zo nu en dan als acteur in Hollywood. Hij leidde bands en stond als acteur en radio presentator te boek als de typische "British Upper Class Gentleman". Noble speelde in zeven Hollywood-films en was o.a. te zien/horen in de musicalfilm The Big Broadcast of 1936 en als een naieve zoon van adel in A Damsel in Distress met Fred Astaire.
Met de zanger Buddy Clark was Noble eind jaren 1940 nog een keer als bandleider zeer succesvol. Als songwriter/componist zijn van hem het meest bekend The Very Thought of You (1934), wat in 2004 een "Grammy Hall of Fame Award" kreeg, Love is the Sweetest Thing, The Touch of your Lips, I Hadn't Anyone Till You, Guilty, Midnight, the Stars and You (bekend uit Stanley Kubricks film The Shining) en de oorspronkelijke versie van de door Charlie Barnets hit en Charlie Parkers interpretaties van de bekende jazzstandard Cherokee (Indian Love Song).
Na het beeindigen van zijn professionele carrière vestigde Noble zich vanaf 1968 enige tijd op het eiland Jersey maar hij keerde medio jaren 70 terug naar de USA. In 1978 overleed Ray Noble in een Londens hospitaal waar hij zich had laten behandelen voor kanker.

## Filmografie
- 1932: His Lordship
- 1935: The Big Broadcast of 1936
- 1937: A Damsel in Distress
- 1942: The Pride of the Yankees
- 1942: Here We Go Again
- 1944: Lake Placid Serenade
- 1945: Out of This World

- Bibsys: 56734
- Biblioteca Nacional de España: XX1558631
- Bibliothèque nationale de France: cb13897993t (data)
- CiNii: DA16128761
- Gemeinsame Normdatei: 119161761
- International Standard Name Identifier: 0000 0000 8116 1439
- Library of Congress Control Number: n80063207
- Nationale Bibliotheek van Letland: 000046867
- MusicBrainz: 716a01fc-da79-41b8-816c-4e98168f002f
- Nationale Bibliotheek van Tsjechië: xx0051583
- Nationale Bibliotheek van Israël: 987007514920805171
- Nationale Bibliotheek van Polen: a0000002837402
- Nederlandse Thesaurus van Auteursnamen: 100099742
- SNAC: w6hb28dc
- Système universitaire de documentation: 177112859
- Trove: 1526110
- Virtual International Authority File: 37102927
- WorldCat: E39PBJvxtpTtHpTPPTtMcGB773